# برادران سوپر ماریو واندر
برادران سوپر ماریو واندر یک بازی در سبک پرشی توسعه‌یافته و تولید شده توسط نینتندو می‌باشد که در سال ۲۰۲۳ برای نینتندو سوئیچ منتشر گردید.